# Ambassis fontoynonti
Ambassis fontoynonti és una espècie de peix pertanyent a la família dels ambàssids.

## Descripció
- Fa 6 cm de llargària màxima.[2][3]

## Hàbitat
És un peix d'aigua dolça, demersal i de clima tropical.

## Distribució geogràfica
Es troba a Àfrica: és un endemisme de la costa oriental de Madagascar.

## Estat de conservació
Les seues principals amenaces són la pèrdua i degradació del seu hàbitat a causa de la sedimentació provocada per la desforestació, i la depredació per part d'espècies introduïdes.

## Observacions
És inofensiu per als humans.